# New Women

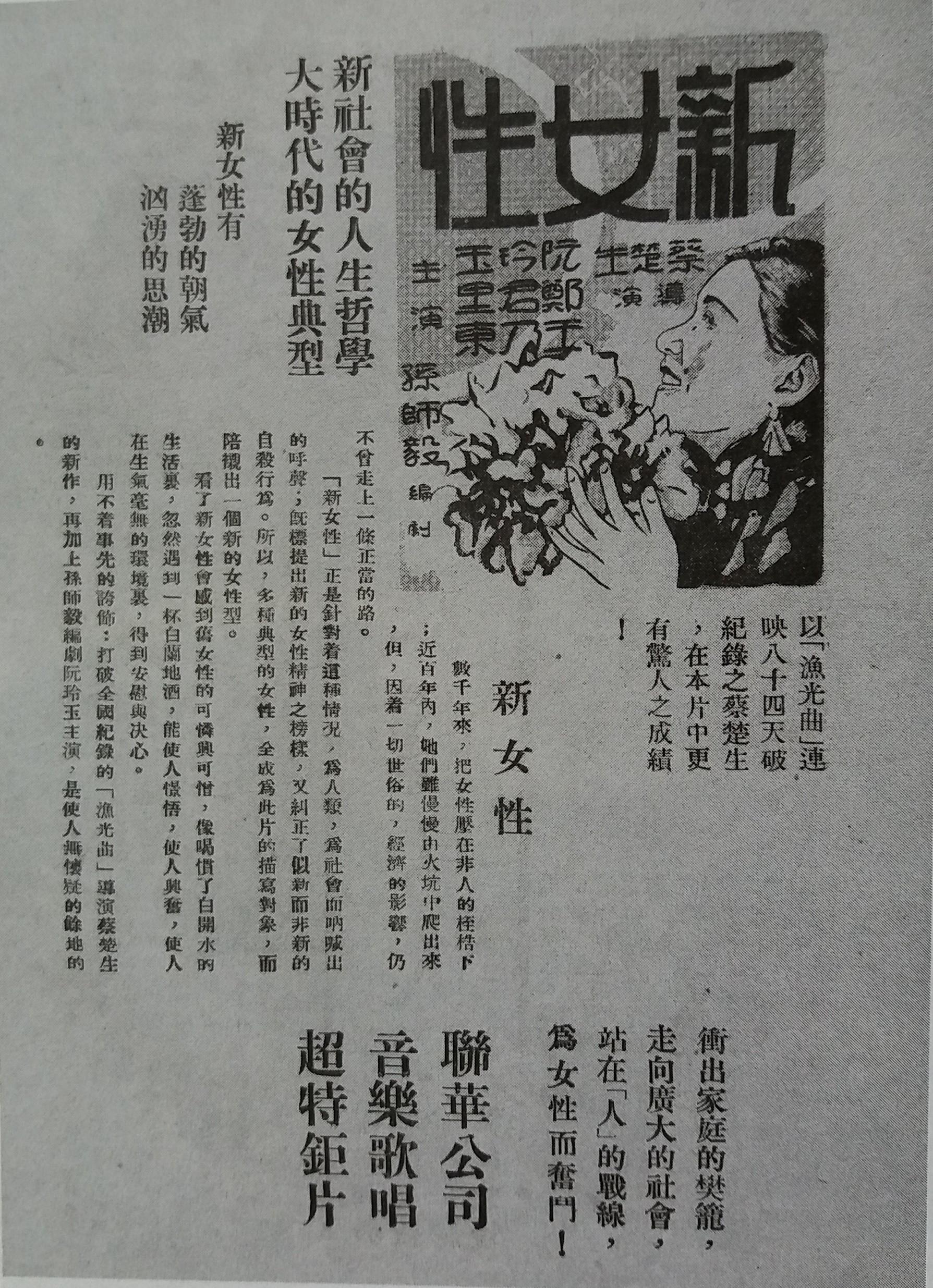
Cartell-anunci de la pel·lícula

New Women (xinès simplificat: 新女性). Pel·lícula muda xinesa del 1935, amb intertítols en xinès i anglès. Produida per Lianhua, i dirigida per Cai Chuseng. Destaca la participació com a protagonistes de l'actriu Ruan Lingyu, figura cabdal del cinema mut dels anys 30 del segle xx,  i de l'actor Zheng Junli, que més tard seria un important director i teòric del cinema xinès.

## Estil i realització
Aquesta pel·lícula es va inspirar en el suïcidi d'una actriu anomenada Ai Xia i tenia la intenció de criticar la injustícia social, especialment la manera com es tractava les dones a la Xina dels anys trenta. Però la crítica negativa que va rebre per part de la premsa del moment, va generar una gran  controvèrsia que molts van creure que va contribuir indirectament al suïcidi de la protagonista, Ruan Lingyu, poc després de l'estrena del film.
La pel·lícula està plena de símbols visuals i amb una clara afició de Cai Chuseng pels efectes òptics, i utilitza el recurs del flashbackquan mostra com Wei va conèixer el Dr. Wang: viatjant en cotxe, Wei recorda, i la finestra al costat de la seva cara es converteix en una pantalla en la qual es mostra la seva història.

## Argument
La pel·lícula se centra en una dona jove educada i moderna, Wei Ming (Ruan Lingyu), que viu a Shanghai dels anys 20. Quan comença la pel·lícula, Wei Ming treballa com a professora de música per a una escola de noies, albergant els somnis de convertir-se en escriptora. En el seu temps lliure, Wei escriu ficció i una de les seves novel·les titulada *La tomba de l'amor* te opció de ser acceptada per un un editor. Al principi, l'editor en cap rebutja el seu manuscrit sense ni tan sols llegir-lo. Només després de saber que l'autor és una dona, i una dona bonica, decideix publicar-ho amb la foto de l'autora en la portada. Durant un temps Wei  fa amistat amb el seu veí Aying, que és un treballador de fàbrica i ensenya cançons de treball patriòtic als seus companys de feina.
Al Dr. Wang, el director de la junta escolar, que també és el marit de l'antic company de classe de la Wei, Zhang Xiuzhen, li agrada Wei i vol que es converteixi en la seva concubina. Wei ignora les seves propostes mentre s'enamora de l'editor d'una editorial Yu Haichou. Però Yu la rebutja. El Dr. Wang enfadat pel rebuig de Wei, pren represàlies contra ella i convenç el director de l'escola que la acomiadi.
Al mateix temps, el passat de Wei l'atrapa. Abans d'arribar a Shanghai va tenir una història d'amor amb un home que la va deixar després de quedar-se embarassada. La seva germana gran que s'havia ocupat de la seva filla durant tot aquest temps va anar a Shanghai per veure-la i demenar-li diners. L a filla de Wei,  Xiao Hong, pateix una pneumònia i després d'arribar a Shanghai el seu estat comença a deteriorar-se. Les dues germanes porten a Xiao a l'hospital, però se'ls hi nega l'assistència perquè no poden pagar la quota per avançat. Ara que Wei ha perdut els seus ingressos com a professora, espera rebre el pagament de la novel·la que ha escrit, pero l'editor no ho accepta.
En circumstàncies tan dures, Wei decideix convertir-se en una "esclava per una nit" i prostituir-se. Inesperadament, el seu primer client és el Dr. Wang, ella el colpeja i ell fuig i més tard fa que les periodistes publiquin la noticia que Wei , es una prostituta. Ella impotent mira com la seva filla mor, i després se suïcida amb una sobredosi de calmants. Wei Ming clama "Vull viure, vull venjança".
Es pot veure a Youtube i a Filmin

## Repartiment
| Actor / Actriu | Paper                    |
| -------------- | ------------------------ |
| Ruan Lingyu    | Wei Ming                 |
| Wang Naidong   | Dr. Wang                 |
| Zheng Junli    | Yu Haichou               |
| Wang Moqiu     | Sra. Wang                |
| Yin Xu         | Li Aying                 |
| Chen Sujuan    | Filla de Wei             |
| Tang Tianxiu   | Germana gran de Wei Ming |
| Liu Qiong      | Doctor 1                 |
| Sjhang Guanwu  | Doctor 2                 |